# Jonas Pinskus
Jonas Pinskus (22 de septiembre de 1959) es un deportista soviético que compitió en remo.
Participó en los Juegos Olímpicos de Moscú 1980, obteniendo una medalla de bronce en la prueba de ocho con timonel. Ganó cuatro medallas en el Campeonato Mundial de Remo entre los años 1981 y 1986.

## Palmarés internacional
| Juegos Olímpicos   | Juegos Olímpicos         | Juegos Olímpicos  | Juegos Olímpicos   |
| Año                | Lugar                    | Medalla           | Prueba             |
| ------------------ | ------------------------ | ----------------- | ------------------ |
| 1980               | Moscú (URSS)             | Medalla de bronce | Ocho con timonel   |
| Campeonato Mundial |                          |                   |                    |
| Año                | Lugar                    | Medalla           | Prueba             |
| 1981               | Múnich (RFA)             | Medalla de oro    | Ocho con timonel   |
| 1983               | Duisburgo (RFA)          | Medalla de bronce | Cuatro con timonel |
| 1985               | Malinas (Bélgica)        | Medalla de oro    | Ocho con timonel   |
| 1986               | Nottingham (Reino Unido) | Medalla de plata  | Ocho con timonel   |